# قراص حارق
القراص الحارق أو القريص اللاذع أو الحريق أو شعر العجوز انجره (باللاتينية: Urtica urens) هو نوع نباتي يتبع جنس القراص من الفصيلة القراصية.
موطنه أوروبا وآسيا، وينتشر في معظم أنحاء العالم.

## الوصف النباتي
نبات عشبي حولي منفصل الجنس، تغطيه أشعار حارقة، ارتفاعه 25 ـ 70 سم، وساقه قائمة متفرعة في جزئها السفلي، والأوراق ذات معلاق بطول الورقة أو أقصر، والورقة كبيرة يصل طولها إلى 8 سم، بيضيه قاعدتها مستقدقة أو شبه قلبية، حافتها مسننة ـ منشارية والأسنان متساوية. والنورة إبطيه أقصر من الورقة، وتضم إزهاراً مذكرة وأخرى مؤنثة. يزهر النبات من كانون الثاني وحتى حزيران.. النبات متوسط السمية.